# Partido da Construção do Estado de Taiwan
O Partido da Construção do Estado de Taiwan (TSP; chinês tradicional: 台灣基進; chinês simplificado: 台湾基进) é um partido político de Taiwan, e o partido dominante na Normalização nacional de Taiwan.
Fundado em 2016, o TSP é um partidos em Taiwan, O objetivo é substituir Kuomintang , e com Partido Democrático Progressista Faça uma competição saudável. O Partido da Construção do Estado de Taiwan é tradicionalmente associado a forte defesa dos da identidade taiwanesa. A líder atual é Chen Yi-chi.